# 아흐마드 이븐 한발

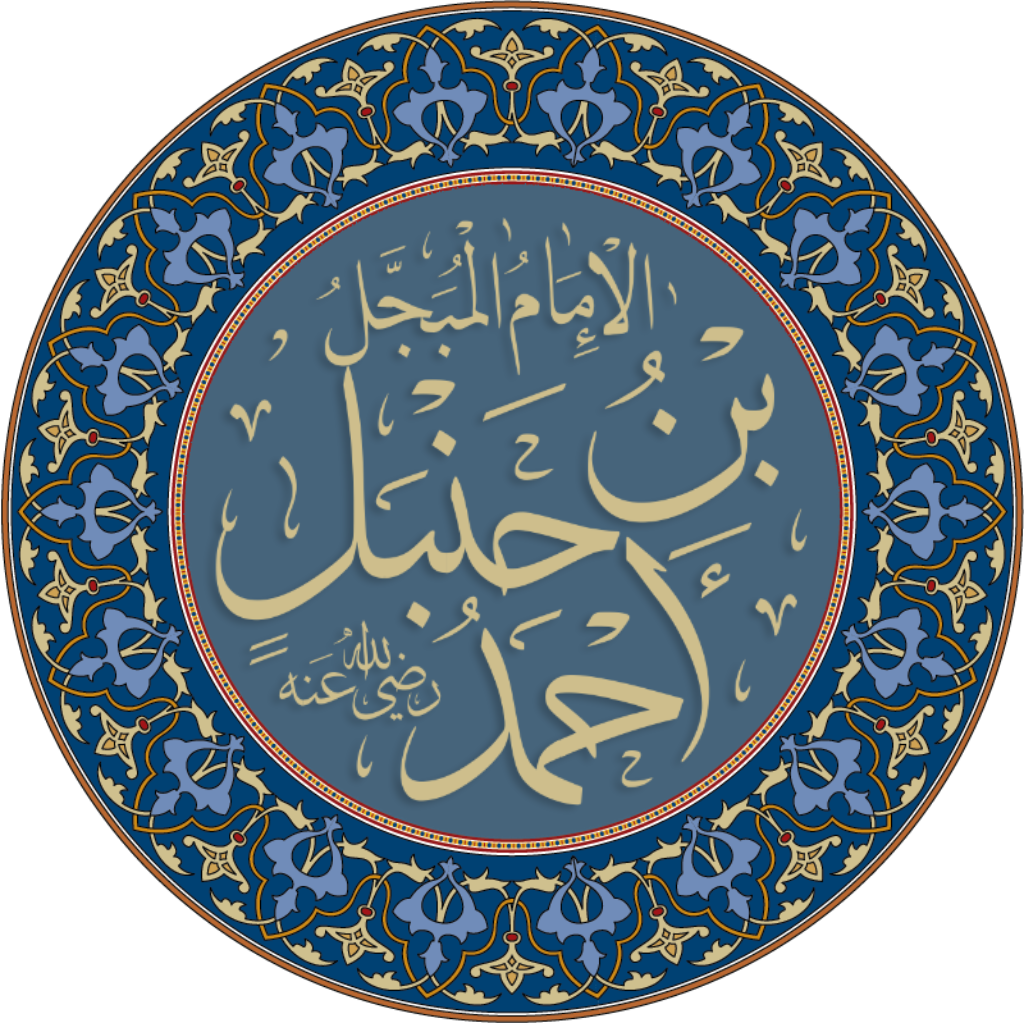

아흐마드 이븐 한발(Ahmad ibn Hanbal, 780년 11월 ~ 서력기원 755년 8월 22일/이슬람력 164~241년)은 아랍의 이슬람 법학자, 신학자, 금욕주의자, 하디스 전통주의자, 주요 4개 수니파 중 하나인 한발파 설립자이다.
이슬람의 역사에서 지적인 인물들 중 한 명으로 묘사된다. 수니 이슬람 내에서 거의 모든 전통주의자 관점 부분에 영향을 준 인물이다.

## 같이 보기
- 한발파
- 말리크파
- 아부 하니파
- 하나피파
- 샤피이파